# Kryptojudaizm
Kryptojudaizm – potajemne wyznawanie judaizmu po przymusowym nawróceniu na katolicyzm lub islam.
Zjawisko to występowało od końca XIV wieku przede wszystkim w Hiszpanii i Portugalii. Polegało na skrytym zachowywaniu tradycji żydowskich przy jednoczesnym uczestniczeniu w obrzędach katolickich. Niektórzy kryptożydzi zachowali swoją tożsamość do XX wieku. Przykładem są Żydzi z Belmonte w Portugalii, którzy przeszli oficjalną rekonwersję na judaizm w latach siedemdziesiątych, a w 1996 otworzyli tam synagogę.